# 深津飛成
深津 飛成（ふかつ ひなり、1977年12月4日 - ）は、日本のキックボクサー。69戦47勝(25KO)15敗7分。東京都目黒区出身。元新日本キックボクシング協会・日本フライ級およびバンタム級王者。
大一番にはダウンを奪われても、白熱した試合をする。
2010年12月、吉祥寺でアジアンレストラン「Khuchai（クーチャイ）」をオープン。営業中は本人が調理を行うので、必ず会える。

## 来歴
1994年6月10日、プロデビュー。
1998年3月、新日本フライ級王座決定戦で山口志に判定勝ち、新日本キックボクシング協会フライ級王者になる。
1998年6月、建石智成に5回ダウンを奪いＫＯ勝ち。
2000年1月、ヨードペットにパンチラッシュでＫＯ勝ち。2000年3月、建石智成にダウンを奪われるも2回ダウンを取り返して判定勝ち。2000年7月、トイティンに左右フックでＫＯ勝ち。2000年12月、ヨ－タヌーに左フックでＫＯ勝ち。
2001年5月、建石智成にダウンを奪われるも判定ドロー。2001年7月、ブライノーイに判定勝ち。2001年9月、デンラグーに判定勝ち。2001年10月、センサックにＫＯ勝ち。2001年12月、トーンパンチャイに判定負け。
2002年5月、トーンパンチャイに判定勝ち。2002年7月、ヴィラットノーイに判定勝ち。2002年12月、テーワリットにボディフックでＫＯ勝ち。
2003年3月、建石智成に判定負けし5年ぶりに王座陥落。
2004年1月、建石智成に判定負け。
2005年5月、蘇我英樹に両者2度ずつダウンを奪い合うも判定負け。
2005年7月から2006年7月まで5連勝した。
2006年4月9日、新日本キックボクシング協会「スーパーキック」で日本バンタム級王者蘇我英樹に挑戦し、判定勝ちで2階級制覇に成功した。
2006年7月16日、蘇我英樹とタイトルマッチで再戦し、4回ダウンを奪い1回ダウンを奪い返されるも判定勝ちで初防衛に成功した。
2007年1月、阿部泰彦に判定ドロー。2007年7月、阿部泰彦に判定負け。
2007年10月21日、タイトルマッチで阿部泰彦と対戦し、ダウンを奪い2度目の防衛に成功した。
2009年3月、引退を表明し、日本バンタム級王座を返上した。
2010年4月18日、現役復帰戦で立嶋篤史と対戦し、立嶋の肘打ちで左頭部をカットしTKO負け。

## 戦績
| キックボクシング 戦績 | キックボクシング 戦績 | キックボクシング 戦績 | キックボクシング 戦績 | キックボクシング 戦績 | キックボクシング 戦績 | キックボクシング 戦績 |
| --------------------- | --------------------- | --------------------- | --------------------- | --------------------- | --------------------- | --------------------- |
| 69 試合               | (T)KO                 | 判定                  | その他                | 引き分け              | 無効試合              |                       |
| 47 勝                 | 25                    |                       |                       | 7                     | 0                     |                       |
| 15 敗                 |                       |                       |                       | 7                     | 0                     |                       |

| 勝敗 | 対戦相手           | 試合結果                    | 大会名                                                                              | 開催年月日     |
| ×    | 立嶋篤史           | 3R 0:26 TKO（左頭部カット） | TITANS NEOS VII                                                                     | 2010年4月18日  |
| ○    | 阿部泰彦           | 5R終了 判定3-0              | 新日本キックボクシング協会「MAGNUM 15」 【日本バンタム級タイトルマッチ】            | 2007年10月21日 |
| ×    | 阿部泰彦           | 3R終了 判定0-2              | 新日本キックボクシング協会「MAGNUM 14」                                             | 2007年7月22日  |
| ○    | 木暮智             | 5R 1:02 KO（左フック）      | 新日本キックボクシング協会「MAGNUM 13」                                             | 2007年3月11日  |
| △    | 阿部泰彦           | 3R終了 判定0-1              | 新日本キックボクシング協会「BRAVE HEARTS 4」                                        | 2007年1月21日  |
| △    | 大川俊彦           | 3R終了 判定0-0              | 新日本キックボクシング協会「MAGNUM 12」                                             | 2006年10月22日 |
| ○    | 蘇我英樹           | 5R終了 判定3-0              | 新日本キックボクシング協会「MAGNUM 11」 【日本バンタム級タイトルマッチ】            | 2006年7月16日  |
| ○    | 蘇我英樹           | 5R終了 判定2-1              | 新日本キックボクシング協会「スーパーキック」 【日本バンタム級タイトルマッチ】       | 2006年4月9日   |
| ○    | 小鳥               | 2R 0:23 KO（右ストレート）  | 新日本キックボクシング協会「BRAVE HEARTS 1」 【日本バンタム級王座次期挑戦者決定戦】 | 2006年1月29日  |
| ○    | ファイデル・ヨセフ | 3R終了 判定2-1              | 新日本キックボクシング協会「小野寺力引退記念大会 NO KICK, NO LIFE ～FINAL～」       | 2005年10月29日 |
| ○    | 小鳥               | 3R終了 判定3-0              | 新日本キックボクシング協会「MAGNUM 8」                                              | 2005年7月3日   |
| ×    | 蘇我英樹           | 3R終了 判定0-3              | 新日本キックボクシング協会「SLEDGE HAMMER」                                         | 2005年5月29日  |
| ○    | S.D.A.P            | 1R 0:48 KO（左フック）      | 新日本キックボクシング協会「MAGNUM 7」                                              | 2005年3月20日  |
| ○    | がってん古川       | 3R終了 判定2-0              | 新日本キックボクシング協会「MAGNUM 6」                                              | 2004年10月24日 |

## 獲得タイトル
- 新日本キックボクシング協会・日本バンタム級王座
- 新日本キックボクシング協会・日本フライ級王座